# Akamaru
Pour les articles homonymes, voir Akamaru (homonymie).
Akamaru est, par sa superficie, la troisième plus grande des îles Gambier en Polynésie française.

## Géographie
Cette petite île rocheuse, d'une superficie de 2,1 km2, est située à 7 km au sud-est de Mangareva. Son point culminant s'élève à 246 m. Le petit îlot de Mekiro est situé à ses côtés. 
Trois familles regroupant douze personnes sont installées de manière permanente dans l'unique hameau de l'île, situé à côté de l'église.

## Histoire
Comme l'ensemble de l'archipel des Gambier, Akamaru fut découverte par le navigateur britannique James Wilson en 1797. En 1834, le missionnaire Honoré Laval y célèbre sa première messe, marquant le début de l'évangélisation de l'île marqué par l'érection l'église Notre-Dame-de-la-Paix entre 1835 et 1862, rattachée au diocèse de Papeete.

## Culture et économie
L'île pratique quelques cultures vivrières dont celle de la vanille[réf. nécessaire]. Comme l'ensemble des Gambier l'activité principale d'Akamaru est la perliculture mais également le tourisme.

## Culture

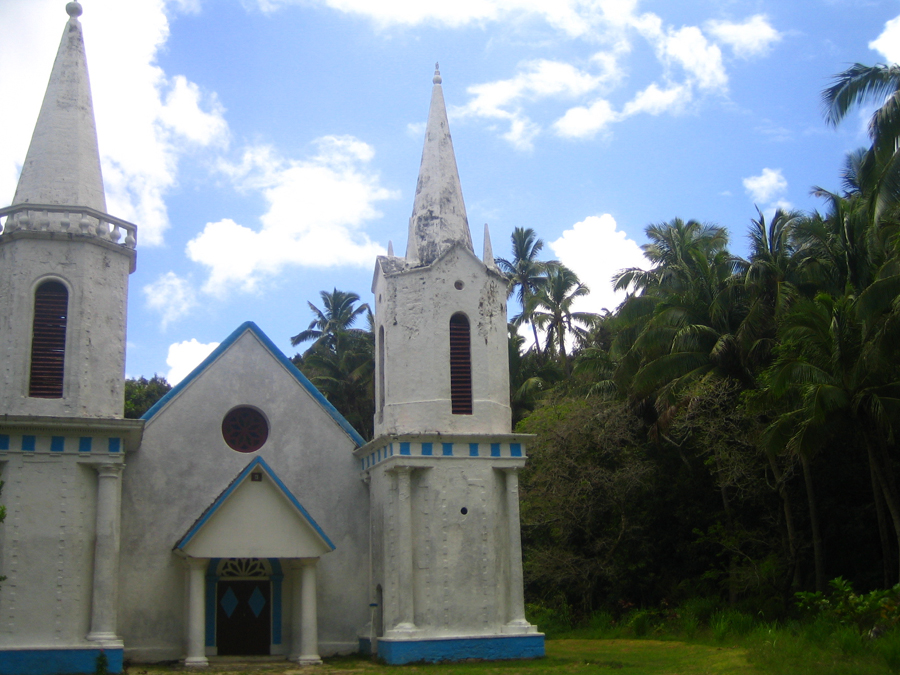
Église Notre-Dame de la Paix
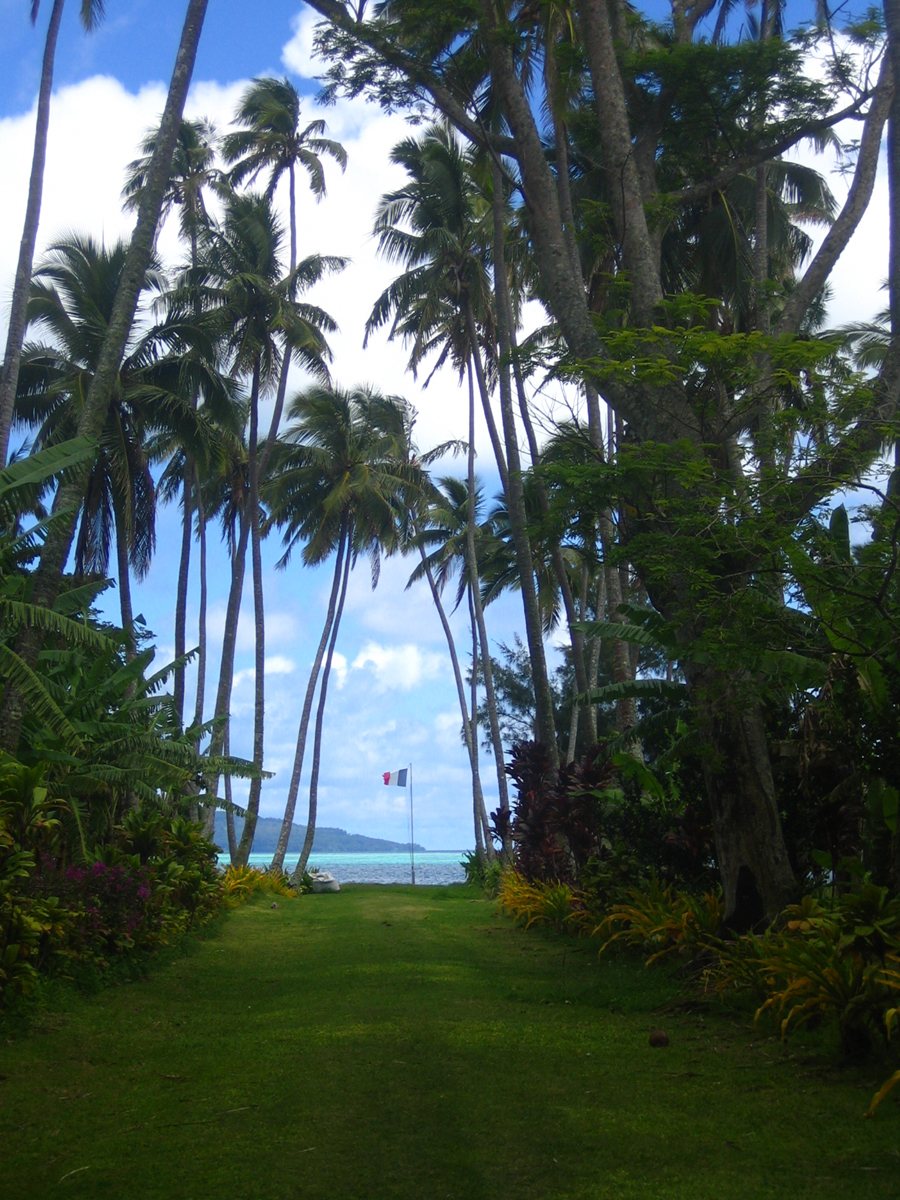
Allée de cocotiers
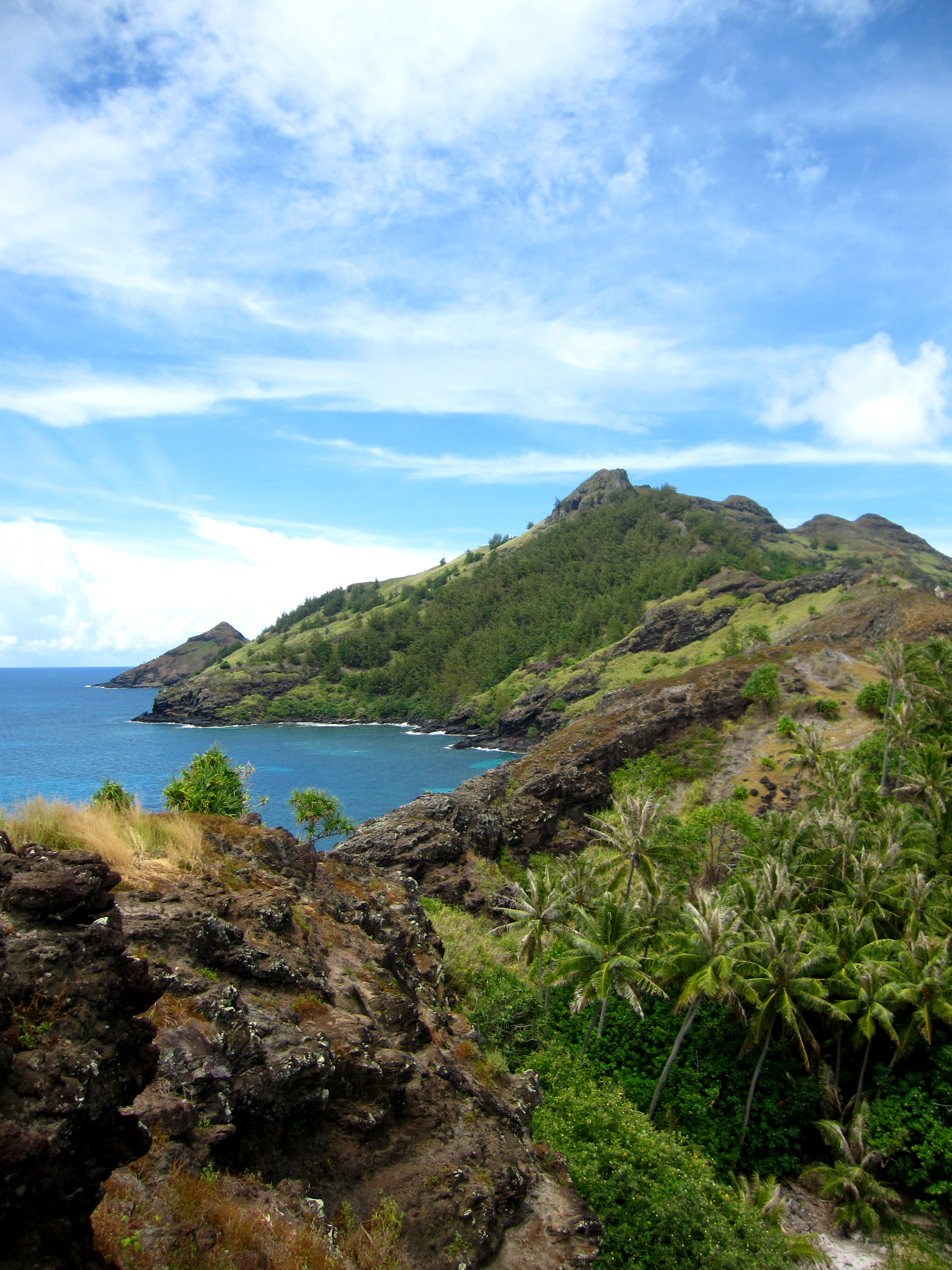
Vue sur le sommet d'Akamaru
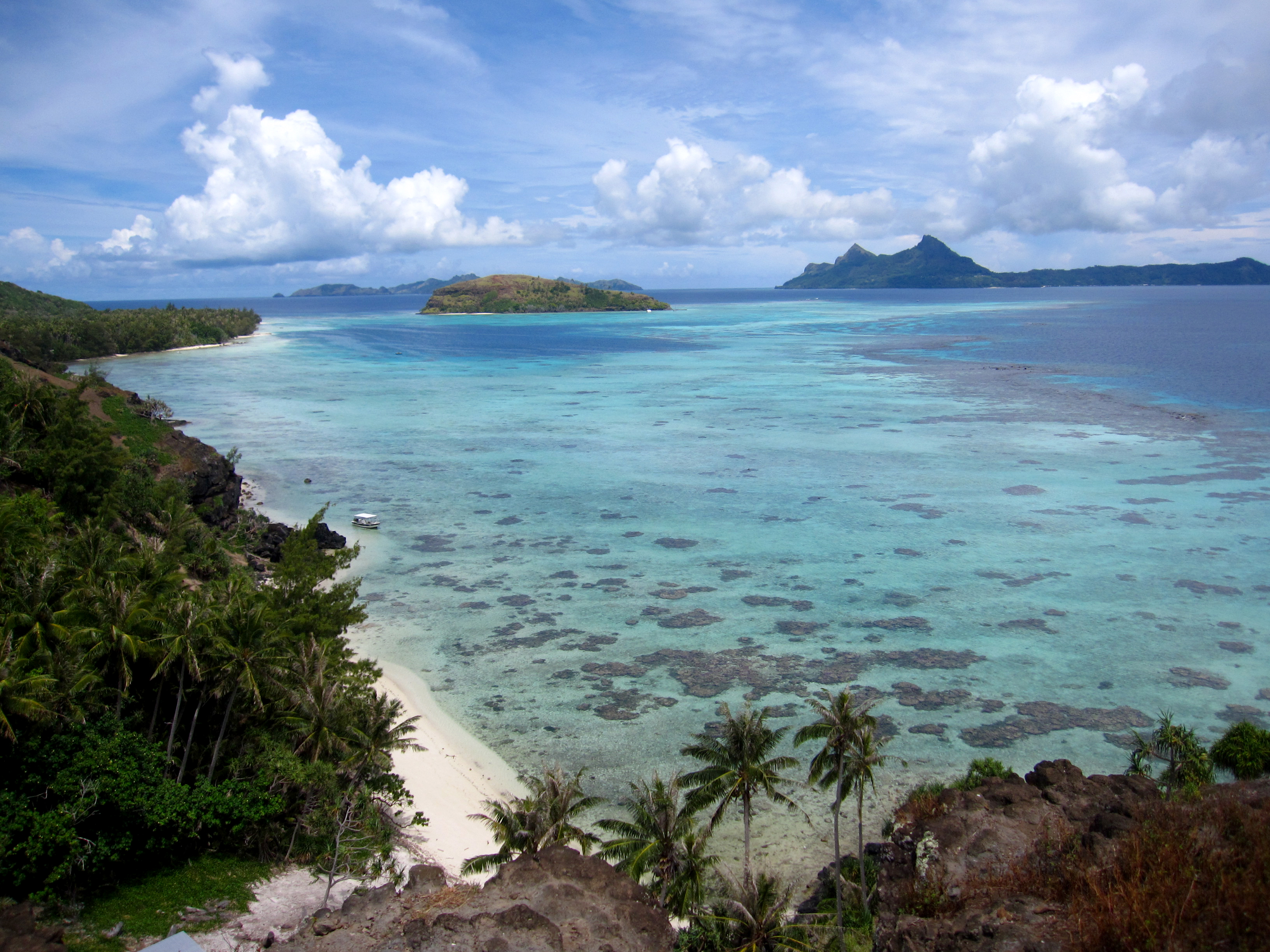
Vue sur Mangareva depuis Akamaru